# فيصل بن تركي الثاني بن عبد العزيز آل سعود
الأمير فيصل بن تركي الثاني بن عبد العزيز آل سعود. أحد أبناء الأمير تركي الثاني بن عبد العزيز آل سعود والأميرة نورة بنت عبد الله بن عبد الرحمن آل سعود.
يعمل مستشارًا في وزارة الطاقة والصناعة والثروة المعدنية.

## أسرته
- متزوج من الأميرة منيرة بنت خالد بن عبد الله بن محمد بن عبد الرحمن آل سعود

### أبناؤه
- الأمير فهد بن فيصل بن تركي الثاني آل سعود
- الأمير نايف بن فيصل بن تركي الثاني آل سعود

1. ↑  حفل زواج صاحب السمو الملكي الأمير فيصل بن عبد الرحمن بن عبد العزيز - جريدة الرياض نسخة محفوظة 20 ديسمبر 2013 على موقع واي باك مشين.